# إيزابيل غيليز
إيزابيل غيليز (بالإنجليزية: Isabel Gillies)‏ هي كاتِبة وممثلة أمريكية، ولدت في 9 فبراير 1970 في نيويورك في الولايات المتحدة.

## وصلات خارجية
- الموقع الرسمي
- إيزابيل غيليز على موقع IMDb (الإنجليزية)
- إيزابيل غيليز على موقع أول موفي (الإنجليزية)
- إيزابيل غيليز على موقع قاعدة بيانات الأفلام السويدية (السويدية)
- إيزابيل غيليز على موقع قاعدة بيانات الفيلم (الإنجليزية)